# Simulium matteabranchium
Simulium matteabranchium är en tvåvingeart som beskrevs av Anduze 1947. Simulium matteabranchium ingår i släktet Simulium och familjen knott.
Artens utbredningsområde är Venezuela. Inga underarter finns listade i Catalogue of Life.